# I Will Repay (film 1916)
I Will Repay è un cortometraggio muto del 1916. Il nome del regista non viene riportato nei credit.

## Produzione
Il film fu prodotto dalla Essanay Film Manufacturing Company.

### Cast
- Edward Arnold (1890-1956). Fu il settimo film nella carriera di Arnold, un attore che arrivava dal teatro e che aveva iniziato a recitare per il cinema proprio nel 1916, messo sotto contratto dalla Essanay. Arnold, in seguito, sarebbe diventato uno dei volti più noti tra i caratteristi di Hollywood.

## Distribuzione
Distribuito dalla General Film Company, il film - un cortometraggio in tre bobine - uscì nelle sale cinematografiche USA il 25 marzo 1916.